# Anna Tobolska
Anna Tobolska – polska geograf, dr hab. nauk o Ziemi, profesor uczelni Wydziału Geografii Społeczno-Ekonomicznej i Gospodarki Przestrzennej Uniwersytetu im. Adama Mickiewicza w Poznaniu.

## Życiorys
W 2002 r. ukończyła studia geograficzne na Uniwersytecie im. Adama Mickiewicza, w 2002 r. obroniła pracę doktorską pt. Zmiany własnościowe i organizacyjno-ekonomiczne w wybranych dużych przedsiębiorstwach przemysłowych Poznania po 1989 roku, której promotorem był prof. Zbyszko Chojnicki, w 2018 r. habilitowała się na podstawie pracy zatytułowanej Strategie przedsiębiorstw międzynarodowych oraz ich oddziaływania w przestrzeni lokalnej i regionalnej (na przykładzie wybranych koncernów przemysłowych w zachodniej Polsce).
Została zatrudniona na stanowisku adiunkta w Instytucie Geografii Społeczno-Ekonomicznej i Gospodarki Przestrzennej na Wydziale Nauk Geograficznych i Geologicznych Uniwersytetu im. Adama Mickiewicza w Poznaniu.
Pełniła funkcję zastępcy dyrektora w Instytucie Geografii Społeczno-Ekonomicznej i Gospodarki Przestrzennej na Wydziale Nauk Geograficznych i Geologicznych Uniwersytetu im. Adama Mickiewicza w Poznaniu.
Była prodziekanem Wydziału Nauk Geograficznych i Geologicznych Uniwersytetu im. Adama Mickiewicza w Poznaniu.
Jest profesorem uczelni na Wydziale Geografii Społeczno-Ekonomicznej i Gospodarki Przestrzennej UAM i członkiem  Rady Dyscypliny Naukowej –  Geografii Społeczno-Ekonomicznej i Gospodarki Przestrzennej Uniwersytetu im. Adama Mickiewicza w Poznaniu, oraz II Zespołu Nauk Społecznych Polskiej Komisji Akredytacyjnej.